# 1007 هـ
ألف وسبعة 1007 هـ هي سنة في التقويم الهجري امتدت مقابلةً في التقويم الميلادي بين سنتي 1598 و1599.

## مواليد
- 24 صفر الفيض الكاشاني
- عبد القادر بن علي الفاسي
- رميزان بن غشام التميمي